# آيت يحيى وعلا (آيت يحيى وعلا)
آيت يحيى وعلا هو دُوَّار يقع بجماعة تيكريكرة، إقليم إفران، جهة فاس مكناس في المملكة المغربية. ينتمي الدوّار لمشيخة آيت يحيى وعلا التي تضم 16 دوار. يقدر عدد سكانه بـ 1875 نسمة حسب الإحصاء الرسمي للسكان والسكنى لسنة 2004.

## وصلات خارجية
- البوابة الوطنية للجماعات الترابية
- المندوبية السامية للتخطيط